# Platycnemis pierrati
Platycnemis pierrati är en trollsländeart som beskrevs av Navás 1935. Platycnemis pierrati ingår i släktet Platycnemis och familjen flodflicksländor. Inga underarter finns listade i Catalogue of Life.